# Armorhydridae
Famille
Armorhydridae est une famille de méduses hydrozoaires faisant partie des cnidaires.

## Liste des genres
Selon World Register of Marine Species (26 mars 2016), Armorhydridae comprend le genre suivant :
- genre Armorhydra Swedmark & Teissier, 1958